# 小塔盒螺
小塔盒螺（学名：Cylichna pyramidata）为三叉螺科盒螺属的动物，是中国的特有物种。分布于河北等地，属于温带性种类。其一般生活于潮间带细砂质底。